# Suillaceae
Suillaceae (Rolf Singer, 1986 ex Helmut Besl și Andreas Bresinsky, 1997), din încrengătura Basidiomycota în clasa Agaricomycetes și ordinul Boletales, este o familie de ciuperci comestibile. Ea coabitează, fiind un simbiont micoriza, care formează micorize pe rădăcinile arborilor, dar numai pe cele din familia Pinaceae. În momentul de față conține 3 (4) genuri cu peste 100 de specii. Cel mai mare precum tip de gen este Suillus.

## Istoric
Familie de ciuperci a fost determinată de micologii germani Helmut Besl (1944-2013) și Andreas Bresinsky (n. 1935) referindu-se la o studie mai veche a compatriotului lor Rolf Singer din 1986. Articolul a fost publicat în volumul 206 al jurnalului științific Plant Systematics and Evolution din martie 1997.

## Sistematică
Există opinii diferite cu privire la conceptul familii Suillaceae.
Pentru mult timp, familia actuală Suillaceae  a aparținut familiei Boletaceae, de asemenea din ordinul Boletales. Dar Besl și Bresinsky au dovedit, datorită compușilor chimici și ai pigmenților, că sunt mai strâns înrudite cu familia Gomphidiaceae și Rhizopogonaceae, deși primele poartă lamele, iar cele din urmă se dezvoltă subteran, asemănător trufelor. De acea au creat subcategoria Suillineae precum noua familie aici descrisă.
Clar este, că următoarele genuri au fost transferate:
- Cricunopus P.Karst. (1881) cu 1 specie (C. luteus, azi Suillus luteus,[4]
- Dodgea  Malençon (1939) cu 1 specie (D. occidentalis, azi Truncocolumella occidentalis),[5]
- Eryporus Quél. (1886) cu 1 specie,[6] Fuscoboletinus Pomerl. & A.H.Sm. (1962) cu 1 specie,[7] Gastrosuillus Thiers (1989) cu 5 specii,[8] Ixocomus Quél. (1888) cu 30 specii,[9] Mariaella Šutara (1987) cu 1 specie,[10] Peplopus (Quél.) Quél. (1887) cu 1 specie,[11] Rostkovites P.Karst. (1881) cu 9 specii[12] și Viscipellis (Fr.) Quél. (1886) cu 39 specii,[13] azi cu toate sinonime ale genului Suillus.

O discuție dusă de ani de zile, dar în principiu încă nefinalizată, se referă la relațiile dintre genurile Suillus și Boletinus. Privind relația strânsă între acești doi taxoni, nu există nicio controversă, însă poziția Boletinus ca gen independent este neclară. Ușor generalizat, se pot distinge două modele diferite cu privire la relația de familie dintre Suillus și Boletinus: Reprezentanții direcției practicate în Statele Unite îl văd pe Boletinus ca parte al genului Suillus, iar direcția europeană acceptă pe Boletinus ca gen independent, susținuți de constatările chemi-taxonomice, fără îndoială importante. Astfel, bureții arată alături de ingrediente comune de asemenea câteva specific proprii. Boletinus Kalchbr. (1867) cu 38 (35) specii este văzut în prezent (2019) de Mycobank, cel mai renumit comitet de nomenclatură, drept gen independent în familia Suillaceae.
Astfel au rămas doar 3  genuri (fără Boletinus), anume:
- Psiloboletinus Singer (1945) cu 1 specie (P. lariceti),[16]
- Suillus cu 99 specii[17] și
- Truncocolumella Zeller (1939) cu 3 specii (T. citrina, T. occidentalis, T. rubra) care are însușirile de trufă.[18]

## Specii ale familiei în imagini ( mică selecție)

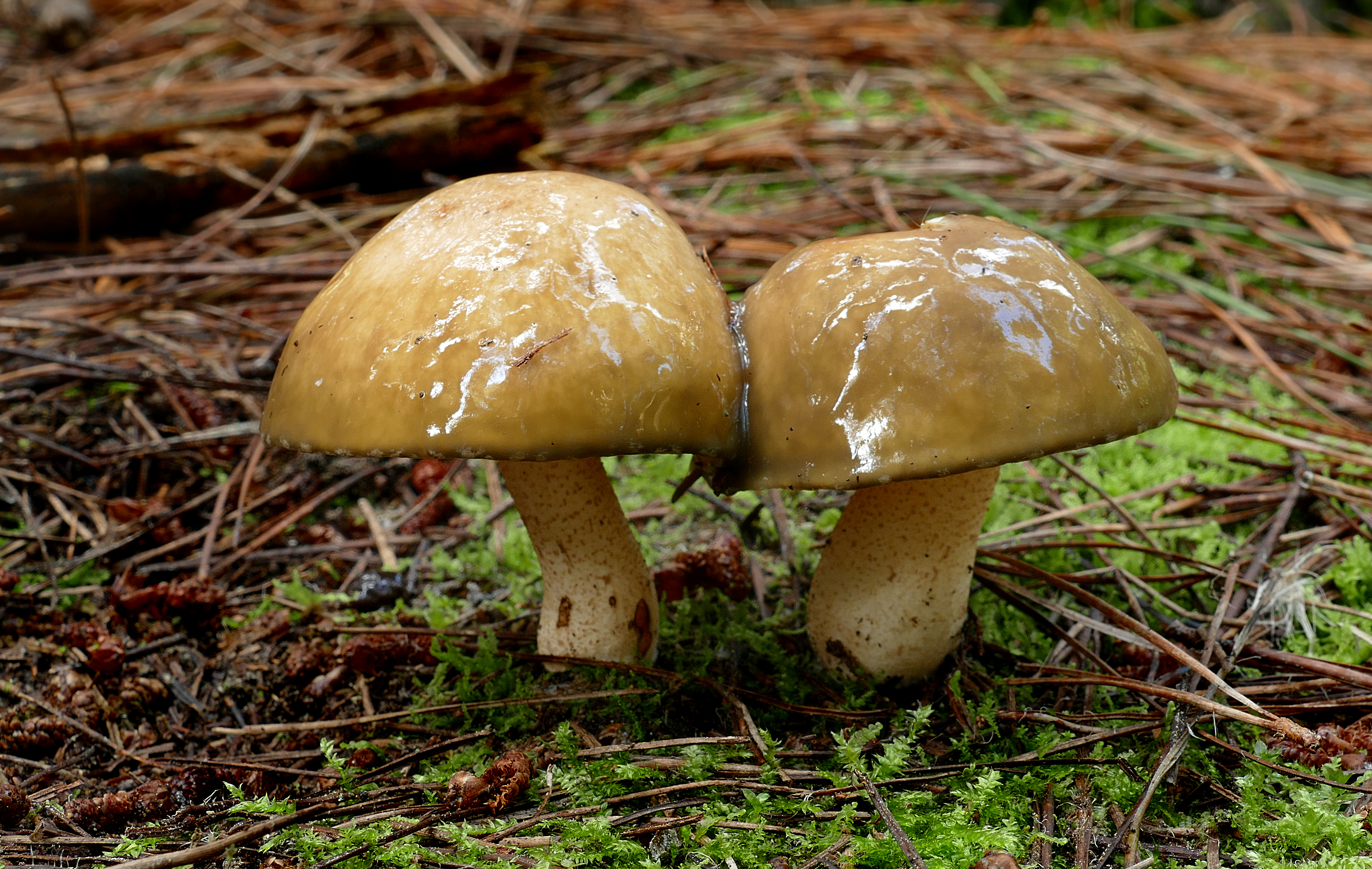
Psiloboletinus lariceti
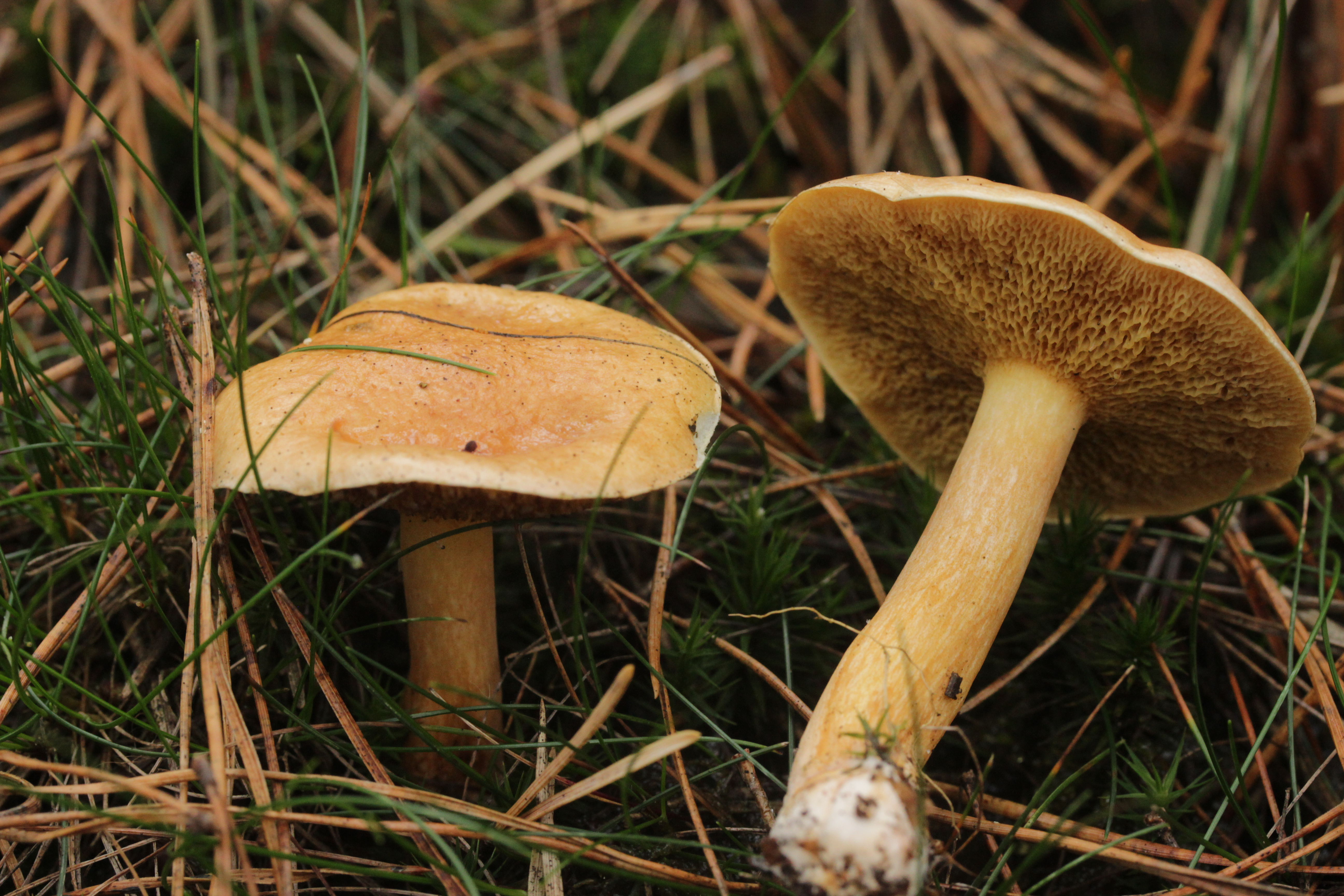
Suillus bovinus
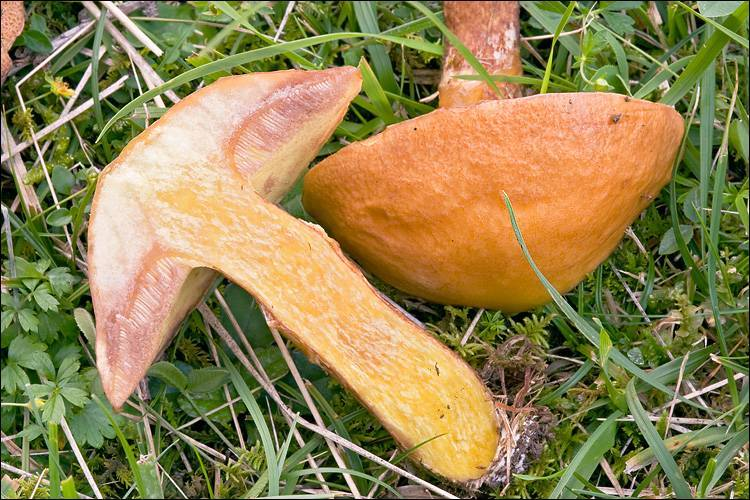
Suillus grevillei
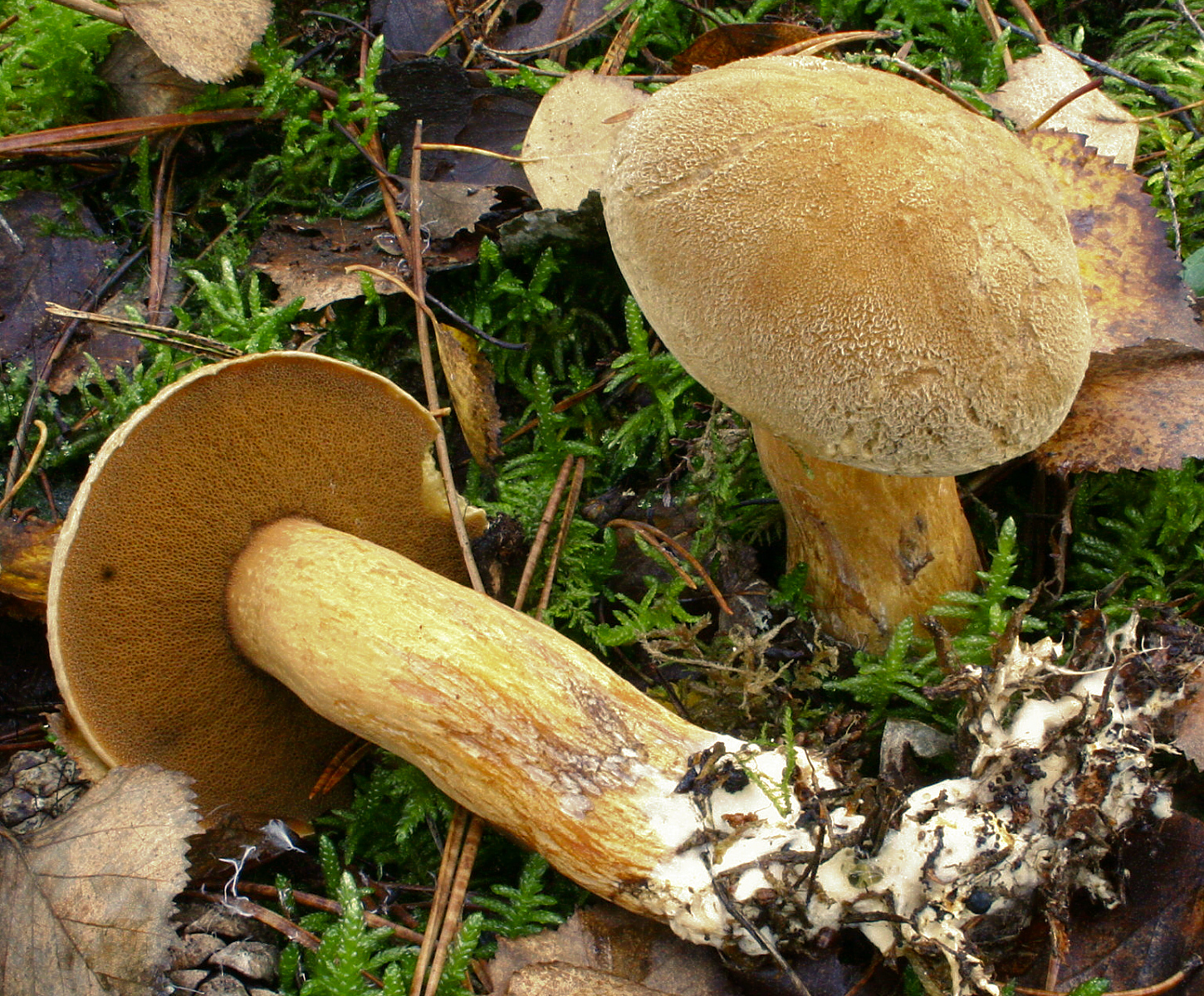
Suillus variegatus
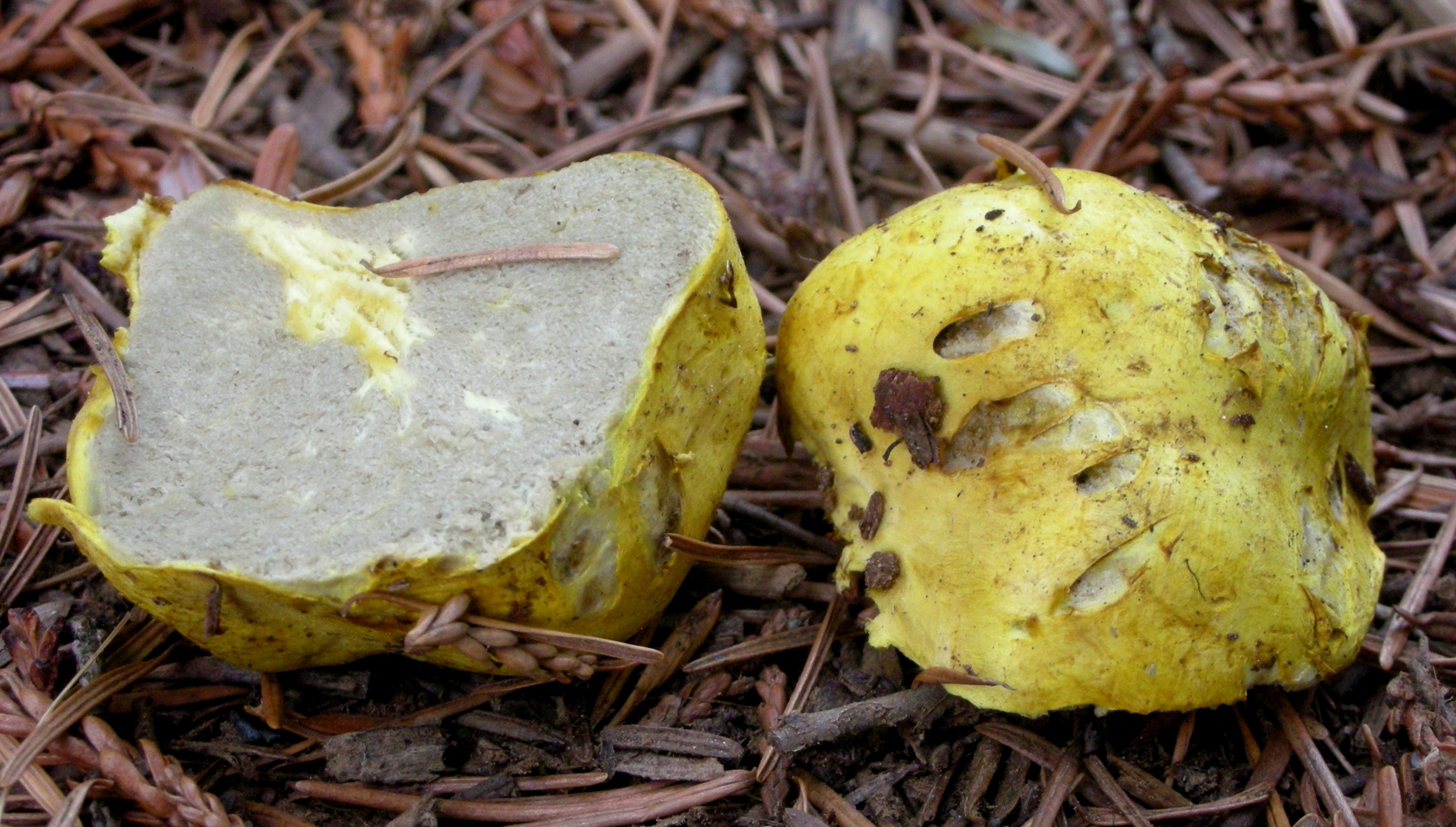
Truncocolumella citrina